# 張萬康
張萬康（1967年9月8日—），籍貫湖北漢川，生於台北市，臺灣作家。文風嘻笑怒罵，具魔幻現實主義風格。
中國文化大學美術系西畫組畢業，先後從事過記者、教師、編輯等各種職業，同時默默寫作文學作品。2006年獲得聯合報文學獎短篇小說首獎，逐漸開始發表作品。

## 著作

### 歷史
- 《無言的幽谷：日軍攻伐台灣原住民照片書》（2002，與徐宗懋合著）
- 《年記1967：時空咖啡廳》（2020）

### 長篇小說
- 《道濟群生錄》（2011）
- 《摳我》（2011）
- 《笑的童話：跳樓與跳舞》（2014）

### 短篇集
- 《ZONE：張萬康短篇小說集》（2012）

## 獲獎
- 短篇小說〈大陶島〉獲2006年聯合報文學獎短篇小說首獎（後收入《ZONE：張萬康短篇小說集》）
- 長篇小說《道濟群生錄》獲2011年台灣文學獎圖書類長篇小說金典獎

## 外部連結
- 張萬康部落格